# Frederica van Sleeswijk-Holstein-Sonderburg-Glücksburg

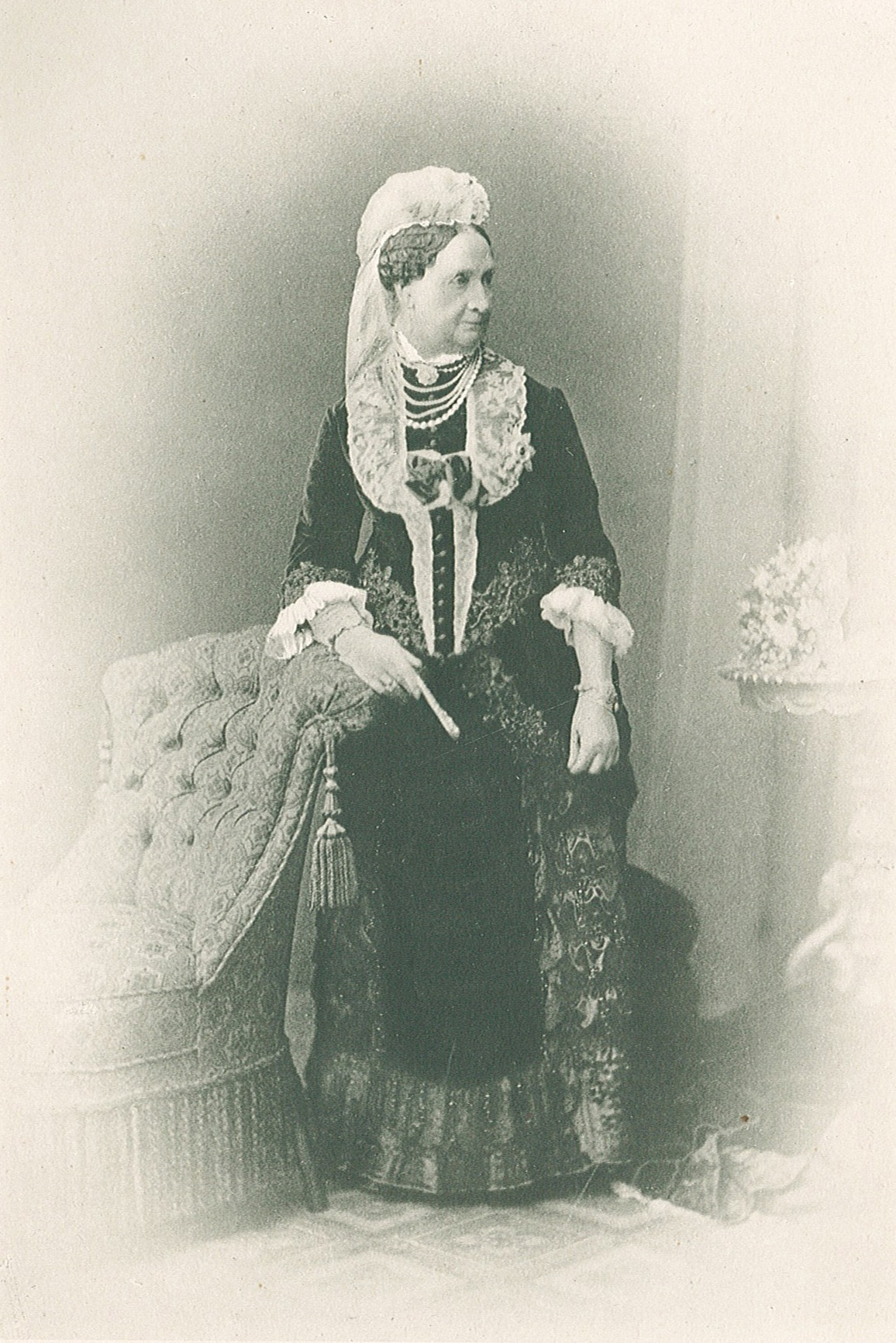
Frederica van Sleeswijk-Holstein-Sonderburg-Glücksburg

Frederica Caroline Juliana (Slot Gottorp, Schleswig, 9 november 1811 — Alexisbad, 10 juli 1902) was een hertogin uit het huis Sleeswijk-Holstein-Sonderburg-Glücksburg.
Zij was de tweede dochter van hertog Frederik Willem en diens vrouw Louise Caroline van Hessen-Kassel. Frederica was een oudere zuster van de latere Deense koning Christiaan IX.
Zelf trouwde ze in 1834 met Alexander Karel van Anhalt-Bernburg, die in datzelfde jaar de regering over Anhalt-Bernburg had overgenomen, na het overlijden van zijn vader. Alexander Karel was evenwel geestesziek. Hij leed waarschijnlijk aan schizofrenie en was ook lichamelijk vrij zwak. Frederieke werd daarom in 1855 tot regentes over het hertogdom benoemd, hetgeen zij op bekwame wijze deed. Zij zette zich in voor allerlei sociale kwesties, alsmede voor de ontwikkeling van de bergbouw. Na het overlijden van haar man, in 1863, en een kinderloos huwelijk, legde zij haar regeringsverantwoordelijkheid neer, en legde zich verder toe op liefdadigheid.
In Bernburg werd een gymnasium naar haar genoemd.

## Kwartierstaat
| Karel Anton van Sleeswijk-Holstein-Sonderburg-Beck (1727-1759) | Karel Anton van Sleeswijk-Holstein-Sonderburg-Beck (1727-1759) | Karel Anton van Sleeswijk-Holstein-Sonderburg-Beck (1727-1759) | Karel Anton van Sleeswijk-Holstein-Sonderburg-Beck (1727-1759) | Karel Anton van Sleeswijk-Holstein-Sonderburg-Beck (1727-1759)             | Karel Anton van Sleeswijk-Holstein-Sonderburg-Beck (1727-1759)             | Friederike Charlotte Antoinette zu Dohna-Leistenau (1738-1786)             | Friederike Charlotte Antoinette zu Dohna-Leistenau (1738-1786)             | Friederike Charlotte Antoinette zu Dohna-Leistenau (1738-1786)             | Friederike Charlotte Antoinette zu Dohna-Leistenau (1738-1786)             | Friederike Charlotte Antoinette zu Dohna-Leistenau (1738-1786)            | Friederike Charlotte Antoinette zu Dohna-Leistenau (1738-1786)            |                                                                           |                                                                           | Karl Leopold von Schlieben (1723-1788)                                    | Karl Leopold von Schlieben (1723-1788)                                    | Karl Leopold von Schlieben (1723-1788)                         | Karl Leopold von Schlieben (1723-1788)                         | Karl Leopold von Schlieben (1723-1788)                         | Karl Leopold von Schlieben (1723-1788)                         | Marie Eleonore gravin van Lehndorff (1722-1800)                | Marie Eleonore gravin van Lehndorff (1722-1800)                | Marie Eleonore gravin van Lehndorff (1722-1800) | Marie Eleonore gravin van Lehndorff (1722-1800) | Marie Eleonore gravin van Lehndorff (1722-1800)                      | Marie Eleonore gravin van Lehndorff (1722-1800)                      |                                                                      |                                                                      | Frederik II van Hessen-Kassel (1720-1785)                            | Frederik II van Hessen-Kassel (1720-1785)                            | Frederik II van Hessen-Kassel (1720-1785) | Frederik II van Hessen-Kassel (1720-1785) | Frederik II van Hessen-Kassel (1720-1785)                       | Frederik II van Hessen-Kassel (1720-1785)                       | Maria van Hannover (1723-1772)                                  | Maria van Hannover (1723-1772)                                  | Maria van Hannover (1723-1772)                                  | Maria van Hannover (1723-1772)                                  | Maria van Hannover (1723-1772)               | Maria van Hannover (1723-1772)               |                                              |                                              | Frederik V van Denemarken (1723-1766)        | Frederik V van Denemarken (1723-1766)        | Frederik V van Denemarken (1723-1766)    | Frederik V van Denemarken (1723-1766)    | Frederik V van Denemarken (1723-1766) | Frederik V van Denemarken (1723-1766) | Louise van Hannover (1724-1751)   | Louise van Hannover (1724-1751)   | Louise van Hannover (1724-1751) | Louise van Hannover (1724-1751) | Louise van Hannover (1724-1751) | Louise van Hannover (1724-1751) |  |  |  |  |  |  |  |  |  |  |  |  |  |  |  |  |  |  |  |  |  |  |  |  |  |  |  |  |  |  |  |  |  |  |  |  |  |  |  |  |  |  |  |  |  |  |  |  |
| Karel Anton van Sleeswijk-Holstein-Sonderburg-Beck (1727-1759) | Karel Anton van Sleeswijk-Holstein-Sonderburg-Beck (1727-1759) | Karel Anton van Sleeswijk-Holstein-Sonderburg-Beck (1727-1759) | Karel Anton van Sleeswijk-Holstein-Sonderburg-Beck (1727-1759) | Karel Anton van Sleeswijk-Holstein-Sonderburg-Beck (1727-1759)             | Karel Anton van Sleeswijk-Holstein-Sonderburg-Beck (1727-1759)             | Friederike Charlotte Antoinette zu Dohna-Leistenau (1738-1786)             | Friederike Charlotte Antoinette zu Dohna-Leistenau (1738-1786)             | Friederike Charlotte Antoinette zu Dohna-Leistenau (1738-1786)             | Friederike Charlotte Antoinette zu Dohna-Leistenau (1738-1786)             | Friederike Charlotte Antoinette zu Dohna-Leistenau (1738-1786)            | Friederike Charlotte Antoinette zu Dohna-Leistenau (1738-1786)            |                                                                           |                                                                           | Karl Leopold von Schlieben (1723-1788)                                    | Karl Leopold von Schlieben (1723-1788)                                    | Karl Leopold von Schlieben (1723-1788)                         | Karl Leopold von Schlieben (1723-1788)                         | Karl Leopold von Schlieben (1723-1788)                         | Karl Leopold von Schlieben (1723-1788)                         | Marie Eleonore gravin van Lehndorff (1722-1800)                | Marie Eleonore gravin van Lehndorff (1722-1800)                | Marie Eleonore gravin van Lehndorff (1722-1800) | Marie Eleonore gravin van Lehndorff (1722-1800) | Marie Eleonore gravin van Lehndorff (1722-1800)                      | Marie Eleonore gravin van Lehndorff (1722-1800)                      |                                                                      |                                                                      | Frederik II van Hessen-Kassel (1720-1785)                            | Frederik II van Hessen-Kassel (1720-1785)                            | Frederik II van Hessen-Kassel (1720-1785) | Frederik II van Hessen-Kassel (1720-1785) | Frederik II van Hessen-Kassel (1720-1785)                       | Frederik II van Hessen-Kassel (1720-1785)                       | Maria van Hannover (1723-1772)                                  | Maria van Hannover (1723-1772)                                  | Maria van Hannover (1723-1772)                                  | Maria van Hannover (1723-1772)                                  | Maria van Hannover (1723-1772)               | Maria van Hannover (1723-1772)               |                                              |                                              | Frederik V van Denemarken (1723-1766)        | Frederik V van Denemarken (1723-1766)        | Frederik V van Denemarken (1723-1766)    | Frederik V van Denemarken (1723-1766)    | Frederik V van Denemarken (1723-1766) | Frederik V van Denemarken (1723-1766) | Louise van Hannover (1724-1751)   | Louise van Hannover (1724-1751)   | Louise van Hannover (1724-1751) | Louise van Hannover (1724-1751) | Louise van Hannover (1724-1751) | Louise van Hannover (1724-1751) |  |  |  |  |  |  |  |  |  |  |  |  |  |  |  |  |  |  |  |  |  |  |  |  |  |  |  |  |  |  |  |  |  |  |  |  |  |  |  |  |  |  |  |  |  |  |  |  |
|                                                                |                                                                |                                                                |                                                                |                                                                            |                                                                            |                                                                            |                                                                            |                                                                            |                                                                            |                                                                           |                                                                           |                                                                           |                                                                           |                                                                           |                                                                           |                                                                |                                                                |                                                                |                                                                |                                                                |                                                                |                                                 |                                                 |                                                                      |                                                                      |                                                                      |                                                                      |                                                                      |                                                                      |                                           |                                           |                                                                 |                                                                 |                                                                 |                                                                 |                                                                 |                                                                 |                                              |                                              |                                              |                                              |                                              |                                              |                                          |                                          |                                       |                                       |                                   |                                   |                                 |                                 |                                 |                                 |  |  |  |  |  |  |  |  |  |  |  |  |  |  |  |  |  |  |  |  |  |  |  |  |  |  |  |  |  |  |  |  |  |  |  |  |  |  |  |  |  |  |  |  |  |  |  |  |
|                                                                |                                                                |                                                                |                                                                | Frederik Karel Lodewijk van Sleeswijk-Holstein-Sonderburg-Beck (1757-1816) | Frederik Karel Lodewijk van Sleeswijk-Holstein-Sonderburg-Beck (1757-1816) | Frederik Karel Lodewijk van Sleeswijk-Holstein-Sonderburg-Beck (1757-1816) | Frederik Karel Lodewijk van Sleeswijk-Holstein-Sonderburg-Beck (1757-1816) | Frederik Karel Lodewijk van Sleeswijk-Holstein-Sonderburg-Beck (1757-1816) | Frederik Karel Lodewijk van Sleeswijk-Holstein-Sonderburg-Beck (1757-1816) |                                                                           |                                                                           |                                                                           |                                                                           |                                                                           |                                                                           | Frederica Amalia van Schlieben (1757-1827)                     | Frederica Amalia van Schlieben (1757-1827)                     | Frederica Amalia van Schlieben (1757-1827)                     | Frederica Amalia van Schlieben (1757-1827)                     | Frederica Amalia van Schlieben (1757-1827)                     | Frederica Amalia van Schlieben (1757-1827)                     |                                                 |                                                 |                                                                      |                                                                      |                                                                      |                                                                      |                                                                      |                                                                      |                                           |                                           | Karel van Hessen-Kassel (1744-1836)                             | Karel van Hessen-Kassel (1744-1836)                             | Karel van Hessen-Kassel (1744-1836)                             | Karel van Hessen-Kassel (1744-1836)                             | Karel van Hessen-Kassel (1744-1836)                             | Karel van Hessen-Kassel (1744-1836)                             |                                              |                                              |                                              |                                              |                                              |                                              | Louise van Denemarken (1750-1831)        | Louise van Denemarken (1750-1831)        | Louise van Denemarken (1750-1831)     | Louise van Denemarken (1750-1831)     | Louise van Denemarken (1750-1831) | Louise van Denemarken (1750-1831) |                                 |                                 |                                 |                                 |  |  |  |  |  |  |  |  |  |  |  |  |  |  |  |  |  |  |  |  |  |  |  |  |  |  |  |  |  |  |  |  |  |  |  |  |  |  |  |  |  |  |  |  |  |  |  |  |
|                                                                |                                                                |                                                                |                                                                | Frederik Karel Lodewijk van Sleeswijk-Holstein-Sonderburg-Beck (1757-1816) | Frederik Karel Lodewijk van Sleeswijk-Holstein-Sonderburg-Beck (1757-1816) | Frederik Karel Lodewijk van Sleeswijk-Holstein-Sonderburg-Beck (1757-1816) | Frederik Karel Lodewijk van Sleeswijk-Holstein-Sonderburg-Beck (1757-1816) | Frederik Karel Lodewijk van Sleeswijk-Holstein-Sonderburg-Beck (1757-1816) | Frederik Karel Lodewijk van Sleeswijk-Holstein-Sonderburg-Beck (1757-1816) |                                                                           |                                                                           |                                                                           |                                                                           |                                                                           |                                                                           | Frederica Amalia van Schlieben (1757-1827)                     | Frederica Amalia van Schlieben (1757-1827)                     | Frederica Amalia van Schlieben (1757-1827)                     | Frederica Amalia van Schlieben (1757-1827)                     | Frederica Amalia van Schlieben (1757-1827)                     | Frederica Amalia van Schlieben (1757-1827)                     |                                                 |                                                 |                                                                      |                                                                      |                                                                      |                                                                      |                                                                      |                                                                      |                                           |                                           | Karel van Hessen-Kassel (1744-1836)                             | Karel van Hessen-Kassel (1744-1836)                             | Karel van Hessen-Kassel (1744-1836)                             | Karel van Hessen-Kassel (1744-1836)                             | Karel van Hessen-Kassel (1744-1836)                             | Karel van Hessen-Kassel (1744-1836)                             |                                              |                                              |                                              |                                              |                                              |                                              | Louise van Denemarken (1750-1831)        | Louise van Denemarken (1750-1831)        | Louise van Denemarken (1750-1831)     | Louise van Denemarken (1750-1831)     | Louise van Denemarken (1750-1831) | Louise van Denemarken (1750-1831) |                                 |                                 |                                 |                                 |  |  |  |  |  |  |  |  |  |  |  |  |  |  |  |  |  |  |  |  |  |  |  |  |  |  |  |  |  |  |  |  |  |  |  |  |  |  |  |  |  |  |  |  |  |  |  |  |
|                                                                |                                                                |                                                                |                                                                |                                                                            |                                                                            |                                                                            |                                                                            |                                                                            |                                                                            | Frederik Willem van Sleeswijk- Holstein-Sonderburg-Glücksburg (1785-1831) | Frederik Willem van Sleeswijk- Holstein-Sonderburg-Glücksburg (1785-1831) | Frederik Willem van Sleeswijk- Holstein-Sonderburg-Glücksburg (1785-1831) | Frederik Willem van Sleeswijk- Holstein-Sonderburg-Glücksburg (1785-1831) | Frederik Willem van Sleeswijk- Holstein-Sonderburg-Glücksburg (1785-1831) | Frederik Willem van Sleeswijk- Holstein-Sonderburg-Glücksburg (1785-1831) |                                                                |                                                                |                                                                |                                                                |                                                                |                                                                |                                                 |                                                 |                                                                      |                                                                      |                                                                      |                                                                      |                                                                      |                                                                      |                                           |                                           |                                                                 |                                                                 |                                                                 |                                                                 |                                                                 |                                                                 | Louise Caroline van Hesse-Kassel (1789-1867) | Louise Caroline van Hesse-Kassel (1789-1867) | Louise Caroline van Hesse-Kassel (1789-1867) | Louise Caroline van Hesse-Kassel (1789-1867) | Louise Caroline van Hesse-Kassel (1789-1867) | Louise Caroline van Hesse-Kassel (1789-1867) |                                          |                                          |                                       |                                       |                                   |                                   |                                 |                                 |                                 |                                 |  |  |  |  |  |  |  |  |  |  |  |  |  |  |  |  |  |  |  |  |  |  |  |  |  |  |  |  |  |  |  |  |  |  |  |  |  |  |  |  |  |  |  |  |  |  |  |  |
|                                                                |                                                                |                                                                |                                                                |                                                                            |                                                                            |                                                                            |                                                                            |                                                                            |                                                                            | Frederik Willem van Sleeswijk- Holstein-Sonderburg-Glücksburg (1785-1831) | Frederik Willem van Sleeswijk- Holstein-Sonderburg-Glücksburg (1785-1831) | Frederik Willem van Sleeswijk- Holstein-Sonderburg-Glücksburg (1785-1831) | Frederik Willem van Sleeswijk- Holstein-Sonderburg-Glücksburg (1785-1831) | Frederik Willem van Sleeswijk- Holstein-Sonderburg-Glücksburg (1785-1831) | Frederik Willem van Sleeswijk- Holstein-Sonderburg-Glücksburg (1785-1831) |                                                                |                                                                |                                                                |                                                                |                                                                |                                                                |                                                 |                                                 |                                                                      |                                                                      |                                                                      |                                                                      |                                                                      |                                                                      |                                           |                                           |                                                                 |                                                                 |                                                                 |                                                                 |                                                                 |                                                                 | Louise Caroline van Hesse-Kassel (1789-1867) | Louise Caroline van Hesse-Kassel (1789-1867) | Louise Caroline van Hesse-Kassel (1789-1867) | Louise Caroline van Hesse-Kassel (1789-1867) | Louise Caroline van Hesse-Kassel (1789-1867) | Louise Caroline van Hesse-Kassel (1789-1867) |                                          |                                          |                                       |                                       |                                   |                                   |                                 |                                 |                                 |                                 |  |  |  |  |  |  |  |  |  |  |  |  |  |  |  |  |  |  |  |  |  |  |  |  |  |  |  |  |  |  |  |  |  |  |  |  |  |  |  |  |  |  |  |  |  |  |  |  |
|                                                                |                                                                |                                                                |                                                                |                                                                            |                                                                            |                                                                            |                                                                            |                                                                            |                                                                            |                                                                           |                                                                           |                                                                           |                                                                           |                                                                           |                                                                           |                                                                |                                                                |                                                                |                                                                |                                                                |                                                                |                                                 |                                                 |                                                                      |                                                                      |                                                                      |                                                                      |                                                                      |                                                                      |                                           |                                           |                                                                 |                                                                 |                                                                 |                                                                 |                                                                 |                                                                 |                                              |                                              |                                              |                                              |                                              |                                              |                                          |                                          |                                       |                                       |                                   |                                   |                                 |                                 |                                 |                                 |  |  |  |  |  |  |  |  |  |  |  |  |  |  |  |  |  |  |  |  |  |  |  |  |  |  |  |  |  |  |  |  |  |  |  |  |  |  |  |  |  |  |  |  |  |  |  |  |
|                                                                |                                                                |                                                                |                                                                |                                                                            |                                                                            |                                                                            |                                                                            |                                                                            |                                                                            |                                                                           |                                                                           |                                                                           |                                                                           |                                                                           |                                                                           |                                                                |                                                                |                                                                |                                                                |                                                                |                                                                |                                                 |                                                 |                                                                      |                                                                      |                                                                      |                                                                      |                                                                      |                                                                      |                                           |                                           |                                                                 |                                                                 |                                                                 |                                                                 |                                                                 |                                                                 |                                              |                                              |                                              |                                              |                                              |                                              |                                          |                                          |                                       |                                       |                                   |                                   |                                 |                                 |                                 |                                 |  |  |  |  |  |  |  |  |  |  |  |  |  |  |  |  |  |  |  |  |  |  |  |  |  |  |  |  |  |  |  |  |  |  |  |  |  |  |  |  |  |  |  |  |  |  |  |  |
| Louise Maria Frederica (1810-1869)                             | Louise Maria Frederica (1810-1869)                             | Louise Maria Frederica (1810-1869)                             | Louise Maria Frederica (1810-1869)                             | Louise Maria Frederica (1810-1869)                                         | Louise Maria Frederica (1810-1869)                                         |                                                                            |                                                                            | Frederica van Sleeswijk- Holstein-Sonderburg-Glücksburg (1811-1902)        | Frederica van Sleeswijk- Holstein-Sonderburg-Glücksburg (1811-1902)        | Frederica van Sleeswijk- Holstein-Sonderburg-Glücksburg (1811-1902)       | Frederica van Sleeswijk- Holstein-Sonderburg-Glücksburg (1811-1902)       | Frederica van Sleeswijk- Holstein-Sonderburg-Glücksburg (1811-1902)       | Frederica van Sleeswijk- Holstein-Sonderburg-Glücksburg (1811-1902)       |                                                                           |                                                                           | Karel van Sleeswijk-Holstein-Sonderburg-Glücksburg (1813-1878) | Karel van Sleeswijk-Holstein-Sonderburg-Glücksburg (1813-1878) | Karel van Sleeswijk-Holstein-Sonderburg-Glücksburg (1813-1878) | Karel van Sleeswijk-Holstein-Sonderburg-Glücksburg (1813-1878) | Karel van Sleeswijk-Holstein-Sonderburg-Glücksburg (1813-1878) | Karel van Sleeswijk-Holstein-Sonderburg-Glücksburg (1813-1878) |                                                 |                                                 | Frederik II van Sleeswijk-Holstein-Sonderburg-Glücksburg (1814-1885) | Frederik II van Sleeswijk-Holstein-Sonderburg-Glücksburg (1814-1885) | Frederik II van Sleeswijk-Holstein-Sonderburg-Glücksburg (1814-1885) | Frederik II van Sleeswijk-Holstein-Sonderburg-Glücksburg (1814-1885) | Frederik II van Sleeswijk-Holstein-Sonderburg-Glücksburg (1814-1885) | Frederik II van Sleeswijk-Holstein-Sonderburg-Glücksburg (1814-1885) |                                           |                                           | Willem van Sleeswijk-Holstein-Sonderburg-Glücksburg (1816-1893) | Willem van Sleeswijk-Holstein-Sonderburg-Glücksburg (1816-1893) | Willem van Sleeswijk-Holstein-Sonderburg-Glücksburg (1816-1893) | Willem van Sleeswijk-Holstein-Sonderburg-Glücksburg (1816-1893) | Willem van Sleeswijk-Holstein-Sonderburg-Glücksburg (1816-1893) | Willem van Sleeswijk-Holstein-Sonderburg-Glücksburg (1816-1893) |                                              |                                              | Christiaan IX van Denemarken (1818-1906)     | Christiaan IX van Denemarken (1818-1906)     | Christiaan IX van Denemarken (1818-1906)     | Christiaan IX van Denemarken (1818-1906)     | Christiaan IX van Denemarken (1818-1906) | Christiaan IX van Denemarken (1818-1906) |                                       |                                       | 1 zuster en 3 broers              | 1 zuster en 3 broers              | 1 zuster en 3 broers            | 1 zuster en 3 broers            | 1 zuster en 3 broers            | 1 zuster en 3 broers            |  |  |  |  |  |  |  |  |  |  |  |  |  |  |  |  |  |  |  |  |  |  |  |  |  |  |  |  |  |  |  |  |  |  |  |  |  |  |  |  |  |  |  |  |  |  |  |  |